# Lindsay Shepherd Olive
Lindsay Shepherd Olive, född den 30 april 1917 i Florence, South Carolina, död den 19 oktober 1988 i Highlands, North Carolina, var en ameikansk mykolog som specialiserade sig först på gelésvampar (i dåtidens vida mening) och sedan på "slemsvampar".
Vid University of North Carolina at Chapel Hill tog han en BA 1938, MA 1940 och avlade doktorsekamen 1942. Han var professor i botanik vid Columbia University, New York, från 1949 och vid University of North Carolina från 1968 till sin pensionering 1982. Han valdes in i National Academy of Sciences 1983.
Olive beskrev ett stort antal arter och författade en monografi över slemsvampar, The Mycetozoans, som gavs ut 1975.
Auktorsnamnet L.S. Olive kan användas för Lindsay Shepherd Olive i samband med ett vetenskapligt namn inom botaniken; se Wikipediaartiklar som länkar till auktorsnamnet.